# Альберт Буксгевден
А́льберт Бу́ксгевден (нем. Albert von Buxthoeven; 1165, Бексхёфеде — 17 января 1229, Рига) — рижский епископ в 1199—1229 годах. Основатель Риги.

## Биография

### Ранние годы
Альберт родился около 1165 года в многодетной семье (мать выходила замуж дважды). Его предки Буксгевдены были благородные люди низшего слоя, родовое имя которых до сих пор сохраняется в названии деревни Бексхеведе (Bexthoevede), в 10 км от Бремерхафена. Переводчик на русский язык и комментатор «Хроник Ливонии» Генриха Латвийского С. Аннинский относил «самого епископа Альберта и братьев… к роду фон Аппельдерн», сославшись на место в «Хронике», где брат Альберта упоминался как Иоганн из Аппельдерна. Мать Альберта вторым браком была замужем за Хогеро из деревни Аппельдерн, таким образом, у её шестерых сыновей были разные родовые имена.
По матери Альберт приходился племянником князю-архиепископу Бремена Гартвигу II, который и приобщил его к церковной карьере.
Альберт служил каноником в Бремене, когда его родной брат, монах-цистерианец Теодорих привёз из Ливонии в 1198 году весть об убийстве тамошнего епископа Бертольда. После этого архиепископ Гартвиг решил отрядить в Ливонию своего племянника и приложил немалые усилия, чтобы Альберт отправился в опасную экспедицию с хорошо вооруженным отрядом рыцарей.

### ОснованиеРиги
В 1193 году папа Римский Целестин III издал буллу о начале северных крестовых походов. Некоторые исследователи считают, что целью Святого Престола было не просто обратить язычников в христианство, но и остановить их переход в сферу влияния православной церкви. Это послужило началом вооруженному завоеванию Ливонии, сменившему мирную проповедь первого католического миссионера Мейнарда.
В отличие от Мейнарда, Бертольд и его преемник Альберт прибыли на восточные берега Балтики с отрядом вооружённых крестоносцев. Альберт впоследствии практиковал ежегодные весенние походы, участников которых он часто лично вербовал в северо-западной Германии. При этом он руководствовался папской буллой, дающей индульгенции всем переселенцам: её получил ещё Теодорих во время своего первого посольства к папе по поручению Мейнарда в 1196 году. Папа Целестин III «даровал полное отпущение грехов всем тем, кто, приняв крест, пойдут для восстановления первой церкви в Ливонии», сообщал об этом Генрих Латвийский в своей хронике:
В год господень 1198, достопочтенный Альберт, каноник бременский, был посвящён в епископы. В следующее за посвящением лето он отправился в Готландию и там набрал до пятисот человек для крестового похода в Ливонию. Проезжая оттуда через Данию, он получил дары от короля Канута, от герцога Вольдемара и архиепископа Авессалома. Вернувшись к Рождеству в Тевтонию, он на многих возложил знак креста в Магдебурге, где в это время коронован король Филипп с супругой.

На судебном заседании у короля ставился вопрос, отдаются ли под опеку папы имущества идущих пилигримами в Ливонию, как это делается для отправляющихся в Иерусалим. Было отвечено, что они принимаются под покровительство апостольского престола, так как папа, назначая пилигримство в Ливонию с полным отпущением грехов, приравнял его пути в Иерусалим.
Полномочия Альберта в наборе рыцарей саксонских и вестфальских подтвердил и избранный в 1198 году папа Иннокентий III.
Альберт прибыл в Ливонию с 23 кораблями и в первый момент подвергался жестоким нападениям ливов, обороняясь от них в Икскюле и в Гольме. Однажды, пригласив на пир их старейшин, в том числе Каупо и Анно, он потребовал от них заложников, чтобы обеспечить мир на время его отсутствия — пока он уезжал в Тевтонию. Боясь, что в Тевтонию при неповиновении отправят их самих, старейшины «предоставили 30 лучших своих сыновей, какие были на Двине и в Торейде». Одновременно Альберт направил своего соратника Теодориха во второе посольство к папе за буллой на крестовый поход, которая и была получена уже от Иннокентия III.
Хотя официально считается, что Ригу основал Альберт, Адам Олеарий уверял, что это дело его предшественника, икскюльского епископа Бертольда, а Альберт только достроил и укрепил город, окружив его стеной. Шведский историк Иоханнес Мессениус также утверждал, что закладка Риги произошла ранее правления не только Альберта, но и Бертольда.
Хроника Генриха Латвийского гласит, что место для города, названного Ригой либо по озеру Ригу, либо по обилию орошения, Альберту указали ливы. Генрих сопоставляет название «Рига» с латинским rigare (мыть), указывая, что место это омывается водой и свыше, и внизу, оно орошается новой верой и святой водой крещения. Историк Игорь Гусев соотносит слово с нижненемецким корнем, означающим «поток, канал, канава» — под этим именем нам известен приток Даугавы Ридзене, имевший в 1200 году достаточную ширину, чтобы считаться озером. Некоторые исследователи связывают название города с латышским языковым корнем.
Альберт в 1201 году действительно перенёс свою резиденцию из Икскюля в Ригу, ближе к морю, тем самым обеспечив больше возможностей для военной поддержки в случае необходимости.
Чтобы всегда быть готовыми к войне, для укрепления обороноспособности и для сопровождения пилигримов, возвращающихся домой, епископ Альберт вместе со своим братом-сподвижником Теодорихом основал в 1202 году Орден «Братьев Христова рыцарства», более известный как Орден меченосцев, с подчинением Рижскому епископу (позднее — архиепископу). 20 октября 1210 года папа Иннокентий III утвердил создание этого ордена и раздел завоеванных территорий: треть епископу, две трети ордену.

### Расширение территории
В почти беспрестанных походах Альберт завладел землями к северу от Двины (Лифляндия), но воспрепятствовать завоеванию северной Эстляндии датчанами он не имел сил.
К 1211 году его стараниями был построен Домский собор и основана Домская школа — старейшее учебное заведение в истории Ливонии.
Две трети своих владений Альберт отдал в ленное владение Ордену меченосцев; впоследствии, когда меченосцы влились в Тевтонский орден, возникли долгие тяжбы.
Что касается церковных дел, то по мере новых завоеваний он основывал рядом с Рижским новые епископства — Эстляндское, Эзельское, Дерптское, затем Семигальское и Курляндское, для которых был формально утвержден Папой в качестве митрополита его наследник Альберт II.
Альберт скончался в 1229 году и был похоронен в Домском соборе. Ко времени его смерти было положено прочное основание епископско-рыцарскому лифляндскому государственному организму последующего времени, и сам этот организм включён в состав империи. Впрочем, ввиду отдалённости от коренных имперских земель и недостатка в немецком крестьянском сословии он сохранял всегда характер немецкой колонии среди чуждого в племенном отношении местного населения.

## Политическая роль
Получив сан епископа от папы, а военную поддержку от бременского митрополита Гартвига II, Альберт в самом начале своей деятельности стал слугой двух господ, соперничество между которыми возникло уже в начале завоевания Восточной Прибалтики. К этому конфликту присоединились притязания Дании, против которых уже в 1199 г. епископ Альберт искал поддержки у только что короновавшегося императора Филиппа.
Папская курия осознанно поддерживала это соперничество, так как опасалась установления единоличной светской и духовной власти рижского епископа во вновь покорённых землях. Это могло бы подорвать влияние папы в этом стратегическом регионе, тем более, что в 1207 г. Альберт официально признал себя вассалом соперника папской курии — германского императора.
По этой же причине Иннокентий III поддержал создание Ордена меченосцев, ставшего своеобразным противовесом единоличной власти рижского епископа, а затем признал епископа Эстонии независимым от рижского.
Папа не препятствовал датчанам, претендовавшим на первенство в крещении местных язычников, в притязаниях на Ливонию. Из-за внутриполитических сложностей Дания уступила приоритет Бремену и использовалась папой как третья сила в противостоянии с германским императором.
В 1204 г. папа уполномочил лундского архиепископа объявлять крестовые походы в Прибалтику, а в 1213 г. — назначать епископов для земель Сакала и Уганди (Унгавния) в Южной Эстонии, чем были недовольны и Альберт, и меченосцы. Благоволение папы к вторжению датчан в Северную Эстонию в 1219 г. спровоцировало военные конфликты между Данией и вассалами Бремена. В войнах с датчанами меченосцы захватили в 1225 и 1227 годах принадлежавшие тем территории Северной Эстонии, включая крепость Ревель.
Затем возвращение этой земли Дании стало условием её согласия на объединение Ордена меченосцев с Тевтонским орденом. Но этот вопрос стал обсуждаться уже после смерти Альберта, когда меченосцы своей малой численностью (одновременно максимум 130 братьев-рыцарей) перестали справляться с задачей удерживать в повиновении покоренные земли и завоевывать новые, охраняя их также от нападений извне. Вдобавок в конце 1220-х годов внутри самого Ордена разгорелись конфликты, обусловившие его упадок.

## Семейные владения
За Альбертом из Германии последовало множество родственников, которых архиепископ выдвигал на ответственные должности. Один его брат, Энгельберт, стал пробстом Рижского конвента; другой, Герман, — первым дерптским епископом; третий, Ротмар, — настоятелем монастыря близ Дерпта; сводный брат Иоганн — просто «весьма славным рыцарем», брат жены, Энгельберт Тизенгузен (Tiesenhusen) из Нинбурга-на-Везере получил в ленное владение округ с замком в Оденпе, став родоначальником ливонского рода Тизенгаузенов.
Дитрих (Теодорих) Буксгевден  (ок. 1160 — 1218), также известный как  Теодорих из Турайды, старший брат архиепископа, в 1210 году женился на дочери псковского князя Владимира Мстиславича, дав начало многочисленному роду остзейских Буксгевденов, которые, однако, не могли документально подтвердить данное происхождение, так как в летописях пропущено множество поколений Буксгевденов до тех пор, пока они вновь не начинают упоминаться в XVI веке. В начале XIV века Буксгевдены неизвестного происхождения, но, вероятно, связанные с данным родом, поселились и на острове Эзель, получив обширные владения. С XVIII века они служили российскому императору, проявив себя храбрыми офицерами и завоевав чины и деньги.

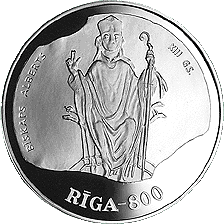
Юбилейная монета

## Память
- В Риге есть улица Альберта и площадь Альберта.
- В замке Дундага на стеле справа от входа, по уверениям краеведов, стоит скульптура Альберта. Однако подтверждения этой версии нет.
- В 1996 году к 800-летию Риги была выпущена юбилейная монета (датированная 1995 годом) достоинством в 10 латов с изображением епископа Альберта на реверсе.[9]